# Raad Massouh
Raad Mtanios Massouh (Damasco, 7 de abril de 1957) é um empresário e político brasileiro. Integrou a Câmara Legislativa do Distrito Federal durante sua quinta e sexta legislaturas, de 2010 a 2013, quando teve o mandato cassado.

## Biografia
Nascido na Síria, Raad naturalizou-se brasileiro. No Brasil, manteve algumas práticas de seu país natal. Entre elas, o uso do Masbaha, o terço islâmico. Em 2018, expressou apoio ao presidente sírio Bashar Al-Assad e condenou o ataque dos Estados Unidos à uma base militar do país.
Na década de 1980, Raad atuou como piloto esportivo, disputando provas da Stock Car. Trabalhou como empresário e estabeleceu sua base eleitoral em Sobradinho.
Na eleição de 2006, Raad se candidatou a deputado distrital, estando filiado ao Partido da Frente Liberal (PFL). Com 9.408 votos, ou 0,71%, obteve a suplência. No decorrer da quinta legislatura, assumiu o mandato várias vezes, na condição de primeiro suplente de sua coligação. Foi empossado, em caráter definitivo, com a renúncia de Leonardo Prudente, em 2010.
Em 2010, Raad votou a favor da abertura do processo de impeachment do governador José Roberto Arruda, envolvido no escândalo político conhecido como Mensalão do DEM. No mesmo ano, sofreu um acidente vascular cerebral leve, afastando-se das atividades legislativas.
Raad foi eleito deputado distrital na votação de outubro de 2010, com 17.997 votos, ou 1,28%. Empossado para a sexta legislatura, reapresentou projetos de lei que visavam cortar benefícios concedidos aos parlamentares. Nesta legislatura, migrou para o Partido Pátria Livre (PPL) e, no governo de Agnelo Queiroz, foi secretário de Micro e Pequena Empresa. Deixou o cargo em novembro de 2012.
Em 2013, Raad teve seu mandato na Câmara Legislativa cassado pelos pares, em votação secreta, após ser acusado de desviar parte dos recursos públicos de uma emenda de sua autoria. Foram dezoito votos a favor da medida, três contrários e duas abstenções. Foi o terceiro deputado distrital cassado, ao lado de Carlos Xavier e Eurides Brito. Na época, declarou ser inocente e que um pastor foi até sua casa e pediu R$ 2,7 milhões para que o processo de cassação fosse arquivado.
Em 2018, Raad foi absolvido pela Justiça distrital, em primeira instância, da acusação de desvio de recursos públicos que embasou a cassação de seu mandato parlamentar. No ano seguinte, o Tribunal de Justiça do Distrito Federal e dos Territórios manteve a absolvição.
Em 2018, Raad se filiou ao Partido Trabalhista Brasileiro (PTB) e afirmou que seria candidato à Câmara dos Deputados na eleição de outubro. No entanto, como estava inelegível por conta da Lei da Ficha Limpa, acabou não sendo candidato. Seu filho, Raad Jr, concorreu ao parlamento distrital naquele pleito, mas não foi eleito.